# 劉康彥
劉康彥（1988年2月25日—），臺灣政治人物，客家族裔。曾任記者，現任新竹市議會議員，民主進步黨籍，選區為第四選舉區（北區）。

## 學經歷
天主教輔仁大學歷史系畢業，國立中山大學中國與亞太區域研究所（政治組）碩士，論文主題〈陸客自由行之法制研究〉。其指導教授為中華勞資事務基金會董事長鄧學良。
歷任立法委員姚文智國會助理、ETtoday新聞雲要聞組記者、《中國時報》政治組記者、新竹市工商發展投資策進會投資服務組組長、新竹市長林智堅辦公室主任。2018年當選第10屆新竹市議員，2022年連任。

## 選舉紀錄
| 年度 | 選舉屆數               | 選舉區           | 所屬政黨   | 得票數 | 得票率 | 當選標記 | 備註 |
| ---- | ---------------------- | ---------------- | ---------- | ------ | ------ | -------- | ---- |
| 2018 | 第十屆新竹市議員選舉   | 新竹市第四選舉區 | 民主進步黨 | 3,925  | 6.79%  |          |      |
| 2022 | 第十一屆新竹市議員選舉 | 新竹市第四選舉區 | 民主進步黨 | 7,077  | 12.15% |          |      |

## 外部連結
- 劉康彥（小白）新竹市議員的Facebook專頁
- 新竹市議會（页面存档备份，存于）